# Detlev Bork
Detlev Bork (* 9. April 1967 in Kiel) ist ein deutscher klassischer Gitarrist und Flamenco-Gitarrist. 

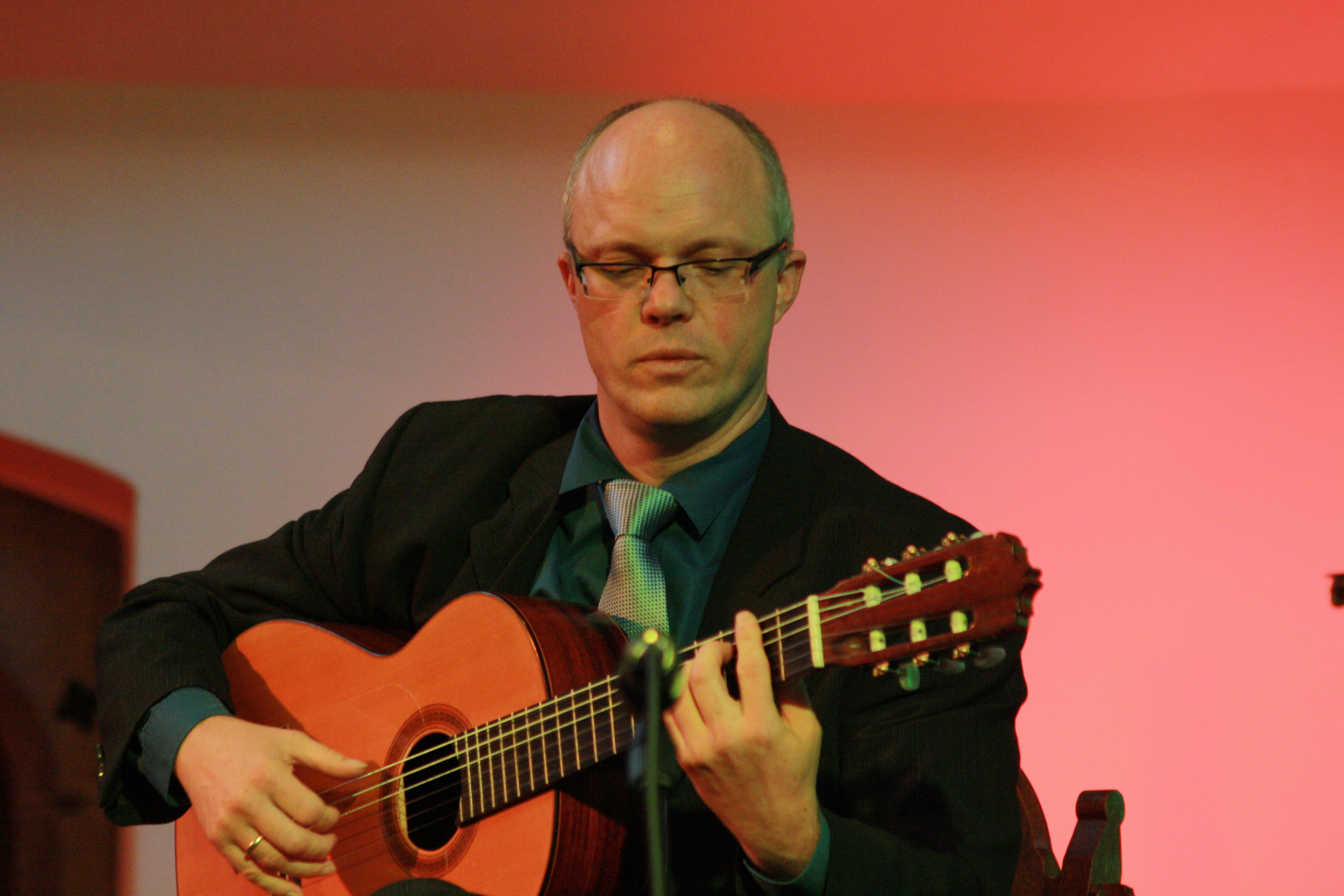
Detlev Bork

## Biografie
Bork erhielt früh Klavierunterricht und sang im Kieler Knabenchor. Mit 10 Jahren begann er zunächst mit Flamencogitarre, später kam klassische Gitarre hinzu. Von 1988 bis 1993 studierte er klassische Gitarre an der Musikhochschule Köln, Abt. Aachen bei Tadashi Sasaki und später in London bei Carlos Bonell. Er nahm an Meisterkursen bei Abel Carlevaro, Eduardo Fernández, Alberto Ponce, José Tomás, Luise Walker und anderen teil.
Flamencogitarre studierte er bei verschiedenen Lehrern in Spanien, besonders bei Andrés Batista, Luis Maravilla und Felix de Utrera in Madrid, wo er auch mit Sängern und Tänzern zusammenarbeitete, u. a. im „Amor de Dios“ in Madrid. Er studierte zudem Operngesang an der Musikhochschule Köln bei Klaus Jürgen Küper und Margarete van den Eynden.
Bork ist als Solist, Kammermusiker und mit Orchestern in ganz Europa, Israel, Nord- und Südamerika aufgetreten. Er wurde mit verschiedenen Preisen ausgezeichnet und mehrere seiner CDs wurden zur CD des Monats gewählt, so u. a. „The Other Spanish Guitar“ im März 2000 in den USA (Diamond Multimedia, CA, USA).[2]

2018 war er Sologitarrist des „Staatsballett Berlin“. In Konzerten tritt er auch im Duo mit dem Flamenco-Gitarristen Oscar Herrero auf.

Borks starkes Interesse an zeitgenössischer Musik hat zu einer Reihe von Aufträgen von lebenden Komponisten geführt, die er uraufgeführt und teils auch aufgenommen hat (siehe unten).
Er lebt und arbeitet heute in Heidelberg. Neben seiner künstlerischen und pädagogischen Arbeit ist er auch als Musikwissenschaftler tätig. Er hat für Fachzeitschriften wie „Stereoplay“ „Staccato“, „Classical Guitar“ oder „Ensemble“ Beiträge verfasst. Mit über 8000 Aufnahmen besitzt er eine der größten privaten Sammlungen aufgenommener klassischer Gitarrenmusik weltweit und arbeitet mit internationalen Archiven und Institutionen zusammen. Gemeinsam mit Jörg Jewanski hat er in der deutschen Enzyklopädie Die Musik in Geschichte und Gegenwart (MGG) (Kassel: Bärenreiter, 1996–2008) zu zahlreichen Biographien von Gitarristen beigetragen. Bork hat Forschungsarbeiten zu Gitarrensymposien und -festivals beigesteuert, u. a. zum Lake Konstanz Guitar Research Meeting, zur El Paso String Series etc. Seit 2013 ist er Gastdozent an der Pepperdine University in Malibu.

## Für Detlev Bork komponierte Werke (Auswahl)
- Jan Martin Lang: Take Ten (2000)
- Andrés Batista: Generalife y Tartaneras (2004)
- Jens Joneleit: Spur (2008)
- Roland Chadwick: Variations on a Theme of Benjamin Britten (2013)
- Vincent Lindsey-Clark: Centenary Overture (2013)
- Jaume Torrent: Hommage an Benjamin Britten (2013)
- Frank Wallace: A Heavy Sleep (2013)
- Siegfried Steinkogler: Sea Fantasy (2014)
- Sergio Blardony: Todo proximo y intocable (2015)
- Jorge Fernández Guerra: Kedem (2015)
- José María Gallardo Del Rey: Feria de Abril (2015)
- Roland Chadwick: Study of pi (2016)
- Agustín Castilla-Ávila: Harmless (2016)
- Frank Wallace: Amanda (2017)

## Aufnahmen von Detlev Bork (Auswahl)
- Cuerpo y Luz (MAX 894, 1994; Neuauflage 2014), mit Flamenco-Kompositionen von Detlev Bork
- The Other Spanish Guitar (Innovative Strings Records 0300, 2000; Neuauflage 2015)
- Reflejos (Signum SIG-X 128-00, 2005)
- Contemporary Guitar Music from Iceland (ICMC Music, 2006)
- Between Classical and Flamenco (Christophorus CHE 0145-2, 2009).
- Música contemporània espanyola per a guitarra / Spanish Contemporary Music for Guitar (La Mà de Guido LMG 2146, 2016)
- The Beast of Many Colours / Music by Roland Chadwick (NEOS 11916, 2019)

## Publikationen (Auswahl)
- „Die Gitarre in der Ära der Schellackplatte“, in: Ansorge, Peter & Richter, Helmut (eds.): Die klassische Gitarre im 20. Jahrhundert. Beiträge zu ihrer Entwicklung im deutschsprachigen Raum (Oberhausen: European Guitar Teachers Association Deutschland e.V., 2010), S. 81–110
- Beiträge über Komponisten für Gitarre in Die Musik in Geschichte und Gegenwart (MGG) (Kassel: Bärenreiter, 1996–2008)
- Diskographie für das Austrian Guitar Archive
- Luis Soria: Selected Works, herausgegeben von Detlev Bork, Chanterelle, Heidelberg 2006
- José Viñas: Collected Guitar Works, herausgegeben von Detlev Bork, Chanterelle, Heidelberg 2011
- François de Fossa: Ouverture de l’opéra Elisabetta de Rossini, herausgegeben von Detlev Bork, Chanterelle, Heidelberg 2011